# Olaf Paschner
Olaf-Jens Paschner-Bohatsch (* 21. April 1966 in Mainz) ist ein deutscher Regisseur, Schauspieler und Produzent. 

## Leben
Paschner studierte Gesang, Klavier und Komposition in Frankfurt am Main. Sein Theaterdebüt gab er im Alter von 17 Jahren als junger Ladenangestellter „Barneby“ in dem Musical Hello Dolly am Theater Baden-Baden. Der Regisseur Dick Price entdeckte dort sein komisches Talent und förderte seine Karriere. 
Engagements hatte Paschner am Stadttheater Klagenfurt, am Theater am Halleschen Ufer in Berlin, München, Frankfurt, bei der Landesbühne Esslingen am Neckar, am Theater Lüneburg und am Theater im Pfalzbau in Ludwigshafen am Rhein. Seit 1996 spielt und singt er jeden Sommer bei den Burgfestspielen Jagsthausen, wo er seit 2007 auch lebt. Dort spielte er anderem, über zehn Jahre in Folge, im Schauspiel Götz von Berlichingen die Rolle des „Lerse“, den Waffengefährten des Götz von Berlichingen. 2006 übernahm er dort in dem Rock-Musical Jesus Christ Superstar die beiden Rollen des Hohepriesters „Hannas“ und des „Herodes“. 2008 verkörperte er den Zahnarzt „Dr. Orin Scrivello“ in dem Musical Der kleine Horrorladen in der Eröffnungspremiere der Burgfestspiele Jagsthausen. 2009 übernahm er dort den „Münz-Matthias“ in Brecht/Weills Die Dreigroschenoper. 2007 verkörperte er in Jagsthausen gleich in „vier Produktionen tragende Solorollen auf der Bühne“.
Als Regisseur begann er zunächst 2002 mit kleineren Produktionen wie dem Musical Lola Blau von Georg Kreisler am TNT Lüneburg. 2007 leitete er am Deutschen Theater und in Duisburg im Theater am Marientor gemeinsam mit Christian Berg das Musical Der kleine Lord von Konstantin Wecker. 2008 spielte er in Duisburg in der Produktion auch den Schuhputzer „Dick“, einer der beiden besten erwachsenen Freunde des kleinen Lord „Cedric“. 2009 führte er Regie bei dem von Dietrich Grönemeyer initiierten Musical Der kleine Medicus.
Olaf Paschner kreierte 1998 seine Kunstfigur Günther Bomsl, mit der er seither Musik- und Bildungkabarett macht.
Er komponierte die Musik für die unterschiedlichsten Image- und Werbefilme, wobei er auch als Sprecher fungierte. 
Er leitete drei Jahre die Musik- und Theaterschule Stage-Door in Esslingen am Neckar. Anfang 2010 gründete er eine Panta Rhei: Akademie des künstlerischen Schaffens, eine eigene Kunstschule. Dort unterrichtet er Schauspiel, Gesang und Klavier.
Paschner ist auch Projektleiter und Manager in der Veranstaltungs- und Tourneenbranche tätig.